# Аршалуйс
Аршалуйс (арм. Արշալույս) — село в Армавирской области Армении.

## География
Село расположено в восточной части марза, к северу от автодороги , на расстоянии 14 километров к востоку от города Армавир, административного центра области. Абсолютная высота — 860 метров над уровнем моря.
Климат
Климат характеризуется как семиаридный (BSk в классификации климатов Кёппена). Среднегодовая температура воздуха составляет 12 °C. Средняя температура самого холодного месяца (января) составляет −3 °С, самого жаркого месяца (июля) — 25,4 °С. Расчётная многолетняя норма атмосферных осадков — 302 мм. Наибольшее количество осадков выпадает в мае (51 мм).

## История
Прежнее название села — Керпалу. По словам азербайджанского топонимиста Ситары Мирмахмудовой, тюркский топоним Керпалу (азерб. Көрпүлү) происходит от этнонима племени керпали.
Иван Шопен отмечал, что согласно сведениям из "Камерального описания", составленного в 1829-1831 годах, в селе Кёрпали Карпи-басарского магала Эриванской провинции проживали 419 человек, из которых 241 - армяне, проживавшие в селе до 1828 года (в источнике называются "коренными армянами"), и 178 - армяне, переселившиеся из Персии после заключения Туркманчайского договора (1828) сторонами Русско-персидской войны (1826—1828).
По данным «Сборника сведений о Кавказе» за 1880 год в селе Кёрпалу Эчмиадзинского уезда по сведениям 1873 года проживало 853 человека, из которых 847 - армянской национальности ("народности") и армяно-григорианского вероисповедания, и 6 - курды-мусульмане суннитского толка из общества Безики. Также в селе была расположена армяно-григорианская церковь и 2 мельницы.
1 января 1935 года село Керпалу Эчмиадзинского района Армянской ССР было переименовано в Аршалуйс.

## Население
| Год переписи | Население          | Население          | Население          | Население            | Население            | Население            |
| Год переписи | Наличное население | Наличное население | Наличное население | Постоянное население | Постоянное население | Постоянное население |
| Год переписи | Всего              | Мужчины            | Женщины            | Всего                | Мужчины              | Женщины              |
| ------------ | ------------------ | ------------------ | ------------------ | -------------------- | -------------------- | -------------------- |
| 2001         | 3836               | 1866               | 1970               | 4162                 | 2035                 | 2127                 |
| 2011         | 4252               | 2104               | 2148               | 4250                 | 2104                 | 2146                 |

## Галерея

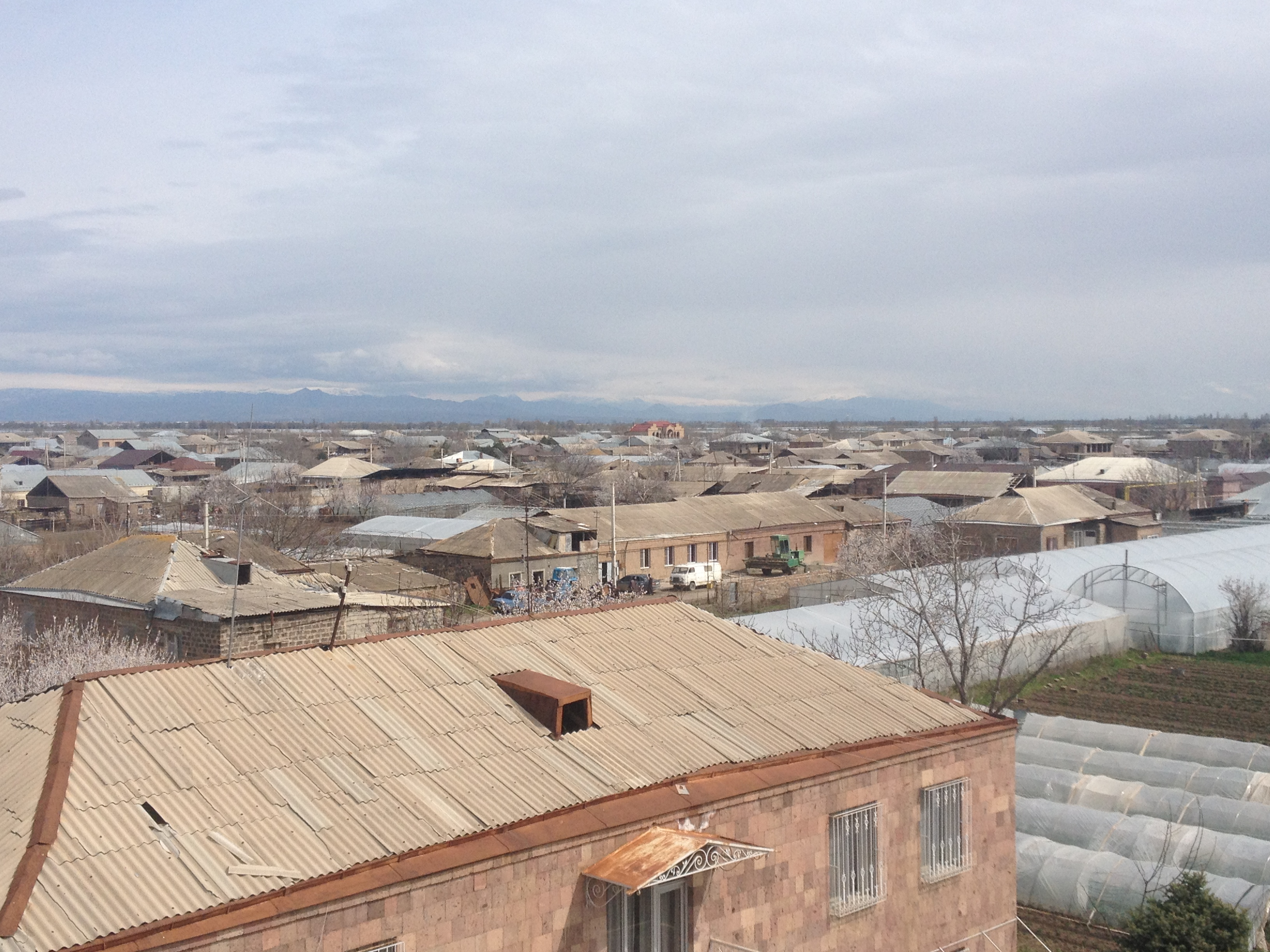
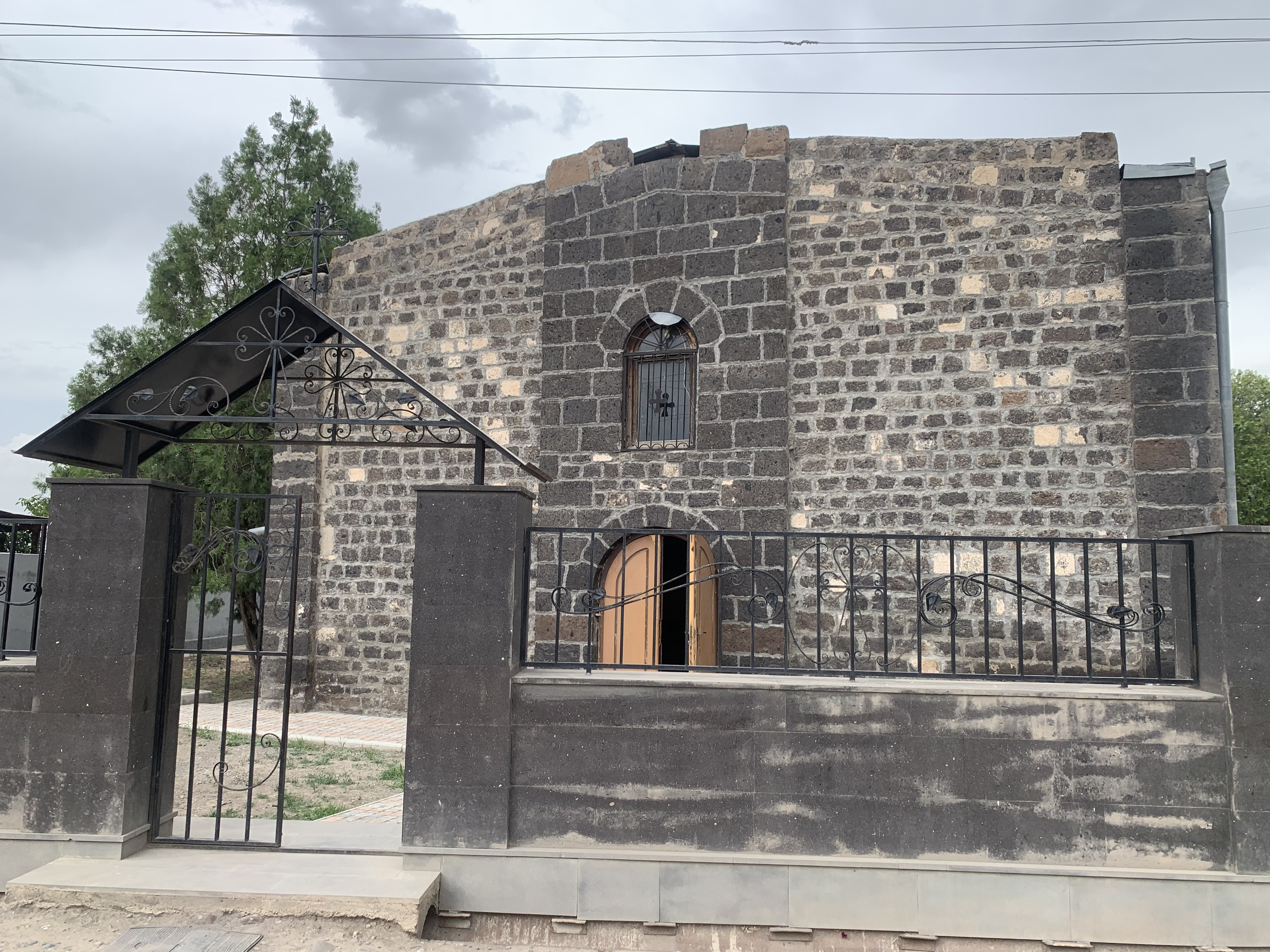
Церковь Святой Богородицы
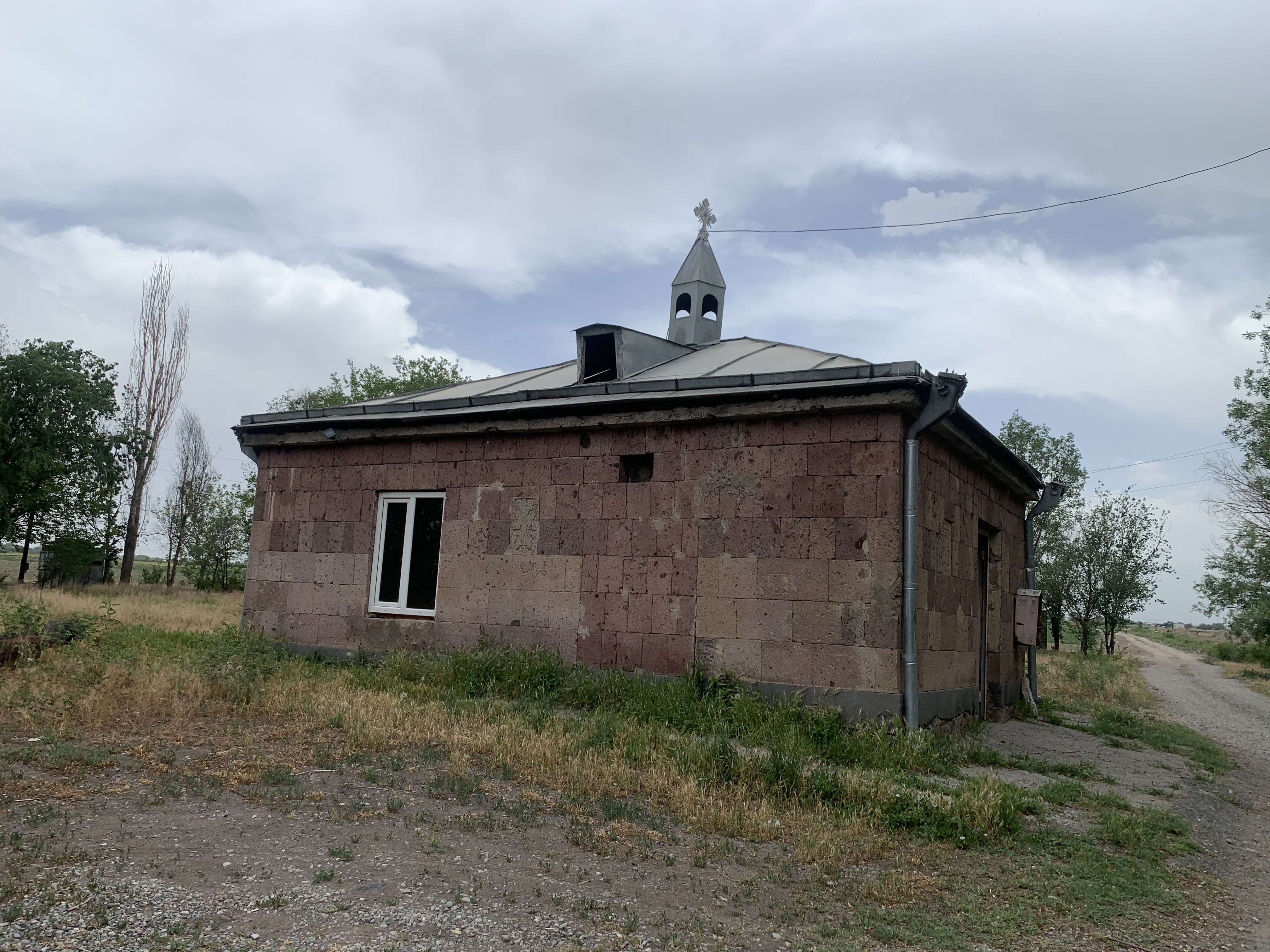
Церкви возле села
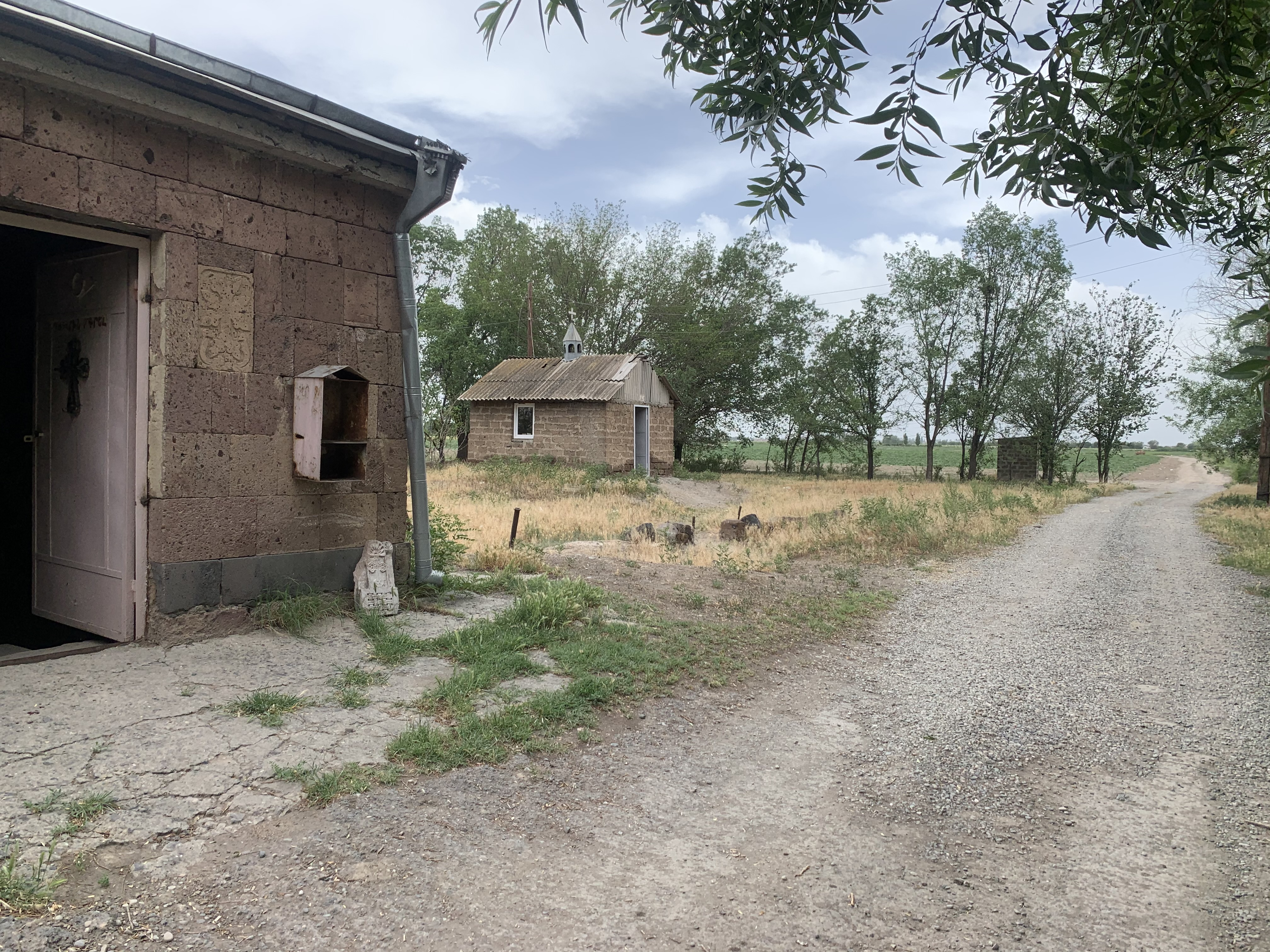